# 妖怪大战争 (1968年电影)
『妖怪大戦争』（ようかいだいせんそう）是大映製作配給在1968年（昭和43年）12月14日封切公開的時代劇・特撮映画作品。大映京都撮影所制作。79分。同时放映作品『蛇娘と白髪魔』。

## 介绍
一群盗墓者唤醒了被封印在古巴比伦遗址的，沉睡4000年的吸血魔。吸血魔来到江户时期的日本，杀害在伊豆的长官并附身，然后混进官府。